# Namyangju
Namyangju (en coreano:남양주시, Romanización revisada:nam-yangjusi,léase:Namiáng-yusí, en Hanja:南杨州市) es una ciudad en el corazón geográfico de la provincia de Gyeonggi, al norte de Corea del Sur. Se encuentra al este de Guri y al norte de Pocheon. Su área es de 400 km² y su población es de 581.629 .

## Administración
La ciudad de Namyangju se divide en 5 villas, 4 aldeas y 6 localidades.
- Villas

-Jinjeob

-Jingeon

-Hwado

-Onam

-Wabu
- Aldeas

-Joan

-Byeolnae

-Sudong

-Toegyaewon
- Localidades

-Geumgok

-Hopyeong

-Yangjeong

-Jigeum - Gaun, Suseok

-Pyeongnae

-Donong

## Economía
Sus peras son exportadas a EE. UU., Japón y Canadá.
La Gorosoei es una bebida de agua medicinal que tiene abundantes minerales, su nombre viene de Gollisu que significa agua para los huesos.

## Ciudades hermanas
- Dartford, Reino Unido
- Changzhou, República Popular China
- Ulán Bator, Mongolia
- Gangjin Corea del Sur
- Yeongwol Corea del Sur
- Vinh, Vietnam
- Ecatepec de Morelos, México(2008)
- Tenancingo de Degollado, México(2008)